# ARA Heroína (D-12)
El ARA Heroína (D-12) (DEHA) fue un destructor MEKO 360 construido en los astilleros de Blohm + Voss en Hamburgo, Alemania Occidental. Es un destructor botado en febrero de 1982 y asignado en noviembre de 1983. Se halla irradiado de la Armada Argentina tras el arriado final del pabellón nacional en junio de 2024, luego de estar inmovilizado después de un grave accidente sucedido en el golfo Nuevo en julio de 2008, en el que el comandante del buque, por cuestiones de incapacidad de conducción, maniobró al Heroína embistiéndolo contra una ballena franca austral

## Historia
La construcción de este buque fue autorizada bajo el «Plan Nacional de Construcciones Navales» del Comando General de la Armada, aprobado por el decreto N.º 956 «S» del 28 de marzo de 1974. El decreto mencionado se complementó con el N.º 285 «S» del 29 de enero de 1979 que aprobó la contratación celebrada con la firma Blohm + Voss. 
Este buque fue botado el 17 de febrero de 1982 siendo su madrina Ligia Stella Ferro de Gabrielli. Arribó a la Base Naval Puerto Belgrano el 21 de diciembre de 1983 y se incorporó a la 2.ª División de Destructores de la Flota de Mar. Recibió su pabellón de guerra el 9 de noviembre de 1985.

## Servicio operativo
Las misiones de este destructor MEKO 360 comprenden la vigilancia marítima de la Zona Económica Exclusiva (Control del Mar); el ataque a blancos de superficie transhorizonte (guiado por helicóptero AS-555SN Fennec) con los Exocet MM-40; el ataque a blancos submarinos con los torpedos Whitehead AS-244; la defensa aérea de punto con los misiles Selenia/Elsag Albatros y los cañones Breda Bofors de 40 mm y el ataque a blancos costeros o de superficie con el cañón OTO Melara de 127 mm. Desde que fue incorporado a la 2.ª División de Destructores (actual División de Destructores) participa activamente en ejercitaciones (llamadas Etapas de Mar) con el resto de los buques de la Flota de Mar, el Comando Naval Anfibio y Logístico, la División de Patrullado Marítimo, la Fuerza de Submarinos y aviones y helicópteros de la Aviación Naval. También han tomado parte en numerosas operaciones navales con unidades de otros países.
En el año 1990, el ARA Heroína participó en la búsqueda de los pesqueros hundidos Amapola y Angelito, en las proximidades de Mar del Plata. Unos días más tarde, se realizó el rescate de personal accidentado del buque pesquero Osito 89.
En 1999 transportó, escoltado por la corbeta ARA Spiro (P-43), en el Estrecho de Magallanes al Presidente Carlos Menem, próximo a darse un abrazo simbólico con el presidente Frei en señal de mejores relaciones bilaterales con Chile, a bordo del destructor Blanco Encalada.
En el año 2000 colaboró con la corbeta ARA Guerrico (P-32) en la captura del pesquero ilegal taiwanés King 707, tras una persecución de 13 horas y disparos de advertencia.
Entre sus despliegues, la unidad integró las ediciones 2000 y 2003 del ejercicio combinado UNITAS, así como el ejercicio Fraterno durante 2008. Desde ese año el buque permanece inmóvil en la Base Naval Puerto Belgrano, en 2012 en  el dique de carena número 1 del Arsenal Naval Puerto Belgrano sometido a las  tareas de reemplazo de todas las partes deterioradas del casco, arenado y pintado de la obra viva, mantenimiento general y pintado del resto del buque. A sí mismo se ha desmontado la mayoría del equipamiento electrónico del buque incluido el radar DA-08A para preservarlo hasta tanto en algún momento el buque vuelva a estar operativo.

### Accidente en 2008
Cuando navegaba en aguas del golfo Nuevo después de zarpar de Puerto Madryn el 14 de julio de 2008 sufrió un grave accidente con el choque de una ballena franca austral contra una de las hélices, aunque el comandante lo trató de evitar. Además de terminar con la vida del animal, el choque indujo severos daños al sistema de transmisión del destructor.

## Arriado final
La Armada cumplió el arriado final del pabellón nacional en una ceremonia en Puerto Belgrano el 20 de junio de 2024, resuelta por el jefe del Estado Mayor General de la Armada (JEMGA), vicealmirante Carlos María Allievi.

## Su nombre
Es el tercer buque de la Armada Argentina que lleva este nombre, en homenaje a la fragata corsaria Heroína, que al mando del Coronel de Marina David Jewett, afirmó la posesión argentina de las Islas Malvinas izando en ellas la Bandera Argentina el 6 de noviembre de 1820.